# Pomarea pomarea
Pomarea pomarea é uma espécie extinta de ave passeriforme que era endêmica da Polinésia Francesa. Foi descrita cientificamente por Coiffait em 1980.